# Сансер
Сансер (фр. Sancerre) — коммуна в центре Франции, в департаменте Шер, в 42 км к северо-востоку от Буржа и в 2 км от левого берега Луары. Нас. 1,8 тыс. жит. (1999). Холмистые окрестности города и ещё 12 коммун в округе покрывают виноградники — источник сухого сансерского вина.
В отличие от окрестных мест, графство Сансер не входило в состав герцогства Беррийского и управлялось собственными династиями: до 1152 года — из Блуаского дома (правители Шампани), до 1419-го — из ветви оного, дома Сансерского, затем до 1640-го — бейльской ветвью рода Гримальди, после чего перешло к принцам Конде. 
Во время Религиозных войн Сансер прославился как один из центров французского протестантизма. В 1573 году он с честью выдержал 8-месячную осаду католиков. Во избежание повторного унижения с началом мятежа братьев Роганов кардинал Ришельё повелел разобрать городские укрепления (уцелел только донжон).
Вслед за эдиктом Фонтенбло начался массовый исход из Сансера гугенотов, который нанёс местной экономике удар, от которого город не оправился. В Сансере много старых домов, однако самый из них роскошный, дворец-замок Крюссоли, — постройка сравнительно современная. 

## Источник
- Сансер в Британской энциклопедии